# صبحي العمري
صبحي العمري (1898-1973) ضابط سوري من دمشق، بدأ حياته العسكرية في الجيش العثماني قبل أن يلتحق بالثورة العربية الكبرى ومن ثم بالجيش السوري في عهد الملك فيصل الأول، ليكون أحد أشهر ضباط معركة ميسلون عام 1920.

## البدايات
ولِد صبحي العمري في حي القنوات بدمشق في أسرة كبيرة يعود نسبها للخليفة عمر بن الخطاب، وكان والده أحمد العمري شيخ الطريقة الخلوتية في سورية. التحق بالمدرسة الحربية العثمانية في بيروت وتخرج منها سنة 1915. خدم مع الجيش العثماني في مدينة غزة ولكنه كان معارضاً لسياساتهم تجاه العرب. أعجب كثيراً بالشريف حسين بن علي، قائد الثورة العربية الكبرى، فانشق عنهم عام 1917 معلناً انضمامه إلى قواته المقاتلة في الصحراء العربية. حكم عليه بالإعدام غيابياً وتم اعتقال والده بدمشق وزجّه في السجون التركية. مع نهاية الحرب العالمية وسقوط دمشق بيد الحلفاء، عاد العمري إلى مدينته برفقة الأمير فيصل بن الحسين يوم 3 تشرين الأول 1918.

## ضابطاً في الجيش الفيصلي
عينه الأمير الهاشمي قائداً لسرية رشاش في وسط دمشق، مسؤولاً عن منطقة باب الجابية وسوق الحميدية وسوق مدحت باشا، وامتدت صلاحياته حتى ساحة المرجة ومنطقة عرنوس. نقل مؤقتاً إلى حلب، لمرافقة الأمير خلال زيارته إلى الشمال السوري، ثم إلى سرية الرشاش في بعلبك. وفي صيف عام 1920، تم نقله من ملاك الجيش إلى ملاك الدرك حيث كُلف بتدريب وتأهيل 150 خيالاً من فوج الدرك للمشاركة في معركة ميسلون ضد القوات الفرنسية الزاحفة نحو دمشق من الساحل السوري. طُلب منه الالتفاف حول الجيش الفرنسي ومهاجمته من الخلف، ولكن الخطة العسكرية فشلت وهُزم الجيش السوري في ميسلون يوم 24 تموز 1920. خُلع الأمير فيصل عن عرش الشام، بعد أربعة أشهر من مبايعته ملكاً على سورية، فذهب إلى فلسطين ثم إلى أوروبا، بحثاً عن عرش بديل يليق به وبطموحات أسرته. وبعد احتلال دمشق احتلالاً كاملاً من قبل الفرنسيين، حُكم على صبحي العمري بالإعدام لمواقفة المناهضة لحكومة الانتداب الفرنسي، وهو ثاني حكم إعدام يناله في حياته، قبل تجاوزه سن الثانية والعشرين. هرب إلى مصر ثم إلى الحجاز ووصل مكة يوم 16 تشرين الأول 1920.

## ضابطاً في إمارة شرق الأردن 1921-1924
وضع العمري نفسه مجدداً تحت تصرف الشريف حسين بن علي، الذي أرسله إلى عمّان لمساعدة نجله الأمير عبد الله بن الحسين في تأسيس إمارة شرق الأردن. كان الأمير عبد الله يعتمد كثيراً على السوريين الهاربين من بطش فرنسا في بلادهم، فقد عين مظهر رسلان، ابن حمص رئيساً للحكومة وتلاه في ذات المنصب رضا باشا الركابي، ابن دمشق. في 1 أيلول 1921، تسلم صبحي العمري منصبه الجديد: معاوناً لآمر القوة السيّارة الموزعة بين مدينتي عمّان واربد. طُلب منه تأسيس فرقة موسيقى عسكرية للجيش الأردني، وشكلها من بقايا الجوقة الموسيقية التابعة للدرك في سورية، التي كانت فرنسا قد حلّتها عام 1920. لم تُعجب أفكاره القومية الضباط البريطانيين المشرفين على الجيش الأردني والمحيطين بالأمير عبد الله، فتم تسريحه من الجيش يوم 1 شباط 1924. شدّ الرحال مجدداً، متوجهاً هذه المرة إلى بغداد، للعمل مجدداً مع فيصل بن الحسين، الذي كان قد تُوّج ملكاً على العراق عام 1921.   

## ضابطاً في الجيش العراقي 1924-1941
فور وصوله بغداد، استُقبل صبحي العمري استقبالاً حافلاً، وتم تعيينه ضابطاً في الجيش العراقي بعد اعطائه جواز سفر عراقي. عمل جادهاً على تدريب وتسليح وتأهيل الجيش العراقي ولكن حظوته في العاصمة العراقية تراجعت كثيراً بعد وفاة الملك فيصل عام 1933، فتم تسريحه ومن ثم اعتقاله عام 1941، بتهمة التخطيط لانقلاب عسكري. مثل أمام محكمة عسكرية وحُكم عليه بالسجن مدة عشرة أشهر، ليتم طرده من العراق ورميه مهاناً مع أفراد أسرته على الحدود السورية العراقية. في سورية اعتقل مجدداً من قبل سلطة الانتداب الفرنسي، ووضع في سجن المية ميه قرب مدينة صيدا لمدة عشرة أشهر إضافية.    

## العودة إلى دمشق
عاد صبحي العمري إلى دمشق عام 1943، بعد وصول الزعيم الوطني شكري القوتلي إلى الحكم، والذي كان قد تعرف عليه في زمن الثورة العربية الكبرى. عُين مديراً للإعاشة في سورية ثم قائداً لشرطة دمشق بعد جلاء الجيش الفرنسي عام 1946. ولكنه سرعان ما قدم استقالته للرئيس القوتلي، احتجاجاً على ممارسات بعض رجال الحكم.

## العمري في زمن الانقلابات العسكرية
في آذار 1949، وقع انقلاب عسكري في سورية، كان الأول من نوعه في كافة أرجاء الوطن العربي، أوصل قائد الجيش حسني الزعيم إلى سدة الحكم. اعتقل القوتلي ومعه رئيس الحكومة خالد العظم، وفرض نظام عسكري صارم على البلاد، بعد حلّ المجلس النيابي وكافة الأحزاب السّياسية. دُعي العمري إلى مكتب الزعيم الذي طلب منه أن يتعاون مع العهد الجديد، ولكنه رفض ناصحاً مهندس الانقلاب بضرورة ابتعاد العسكر عن السياسة وعودة الجيش إلى ثكناته. أمسكه الزعيم من قميصه وقال: أنا لم أقم بانقلاب على القوتلي لأعود بالجيش إلى ثكناته!" 
في صيف عام 1949، وقع انقلاب جديد في دمشق، بقيادة اللواء سامي الحناوي، الذي أمر بإعدام الزعيم وبعودة الجيش إلى الثكنات، تماماً كما طالب صبحي العمري. أشرفت المؤسسة العسكرية على انتخابات لجنة دستورية مكلفة بوضع دستور جديد للبلاد، فاز العمري بعضويتها نائباً مستقلاً عن مدينة دمشق.

## المؤامرة العراقية
في مطلع الخمسينيات، تفرغ العمري للعمل التجاري مع شقيقه، وأسسا شركة لاستيراد السيارات والمعدات الثقيلة، ولكنه اعتقل مجدداً بسبب مواقفه المعارضة لحكم العسكر في عهد العقيد أديب الشيشكلي. وفي عام 1956، تم اعتقاله للمرة الثالثة والأخيرة، بعد عودة شكري القوتلى إلى الحكم، وكانت التهمة هذه المرة التواصل مع المخابرات العراقية للقيام بانقلاب عسكري في دمشق يطيح بكل رجالات الدولة المقربين من الاتحاد السوفياتي ومن الرئيس المصري جمال عبد الناصر. جاء في قرار الاتهام أن العمري ورفاقه أرادوا تشكيل قوة عسكرية في لبنان لتعبر الحدود السورية وتقوم باغتيال كل من أكرم الحوراني من حزب البعث العربي الاشتراكي، وخالد بكداش رئيس الحزب الشيوعي السوري والعقيد عبد الحميد السراج، مدير المكتب الثاني (المخابرات العسكرية).
شملت الاعتقالات عدداً كبيراً من زعماء سورية المحسوبين على الغرب والمناهضين للمعسكر الشرقي في الحرب البادرة، مثل الوزراء منير العجلاني وميخائيل إليان، وسامي كبارة صاحب جريدة النضال وعدنان الأتاسي، نجل الرئيس الأسبق هاشم الأتاسي. وُجهت لهم تهمة الخيانة العظمى وتمت محاكتهم علنياً على مدرج الجامعة السورية، في محكمة بقيادة اللواء عفيف البزرة، المحسوب على التيار الشيوعي في سورية (والذي أصبح بعد حين رئيساً لأركان الجيش السوري). حُكم على العمري ورفاقه بالإعدام، ولكن الحكم خُفف إلى السجن المؤبد بواسطة عدد من الزعماء العرب، بما فيهم الملك الأردني الحسين بن طلال. أودعوا جميعاً في سجن المزة من عام 1956 وحتى عام 1960، عندما تم نقلهم إلى الإقامة الجبرية في مصر، بأمر من الرئيس عبد الناصر، وكان وذلك بعد نحو عامين من قيام جمهورية الوحدة.
عشية وقوع انقلاب الانفصال يوم 28 أيلول 1961، تم ترحيلهم عن مصر ولكنهم لم يستطيعوا العودة إلى سورية فتوجهوا إلى لبنان، طالبين اللجوء السياسي من الرئيس اللبناني فؤاد شهاب. وفي عام 1971، صدر عفو عن صبحي العمري في سورية، فعاد إلى دمشق بعد غياب دام أحد عشر عاماً، وعاش فيها حتى وفاته عن عمر ناهز الخامسة والسبعين يوم 29 أيلول 1973.    

## مذكرات صبحي العمري
في عام 1969، نشر العمري أولى مجموعة من مذكراته في دار النهار ببيروت، حملت عنوان «لورانس كما عرفته،» تحدث فيها عن الضابط البريطاني توماس لورانس، المقرب من الأمير فيصل والذي أدى دوراً فعالاً في الثورة العربية الكبرى. وبعد وفاته بسنوات طويلة، ن ونُشرت سلسلة من المذكرات عبر دار رياض نجيب الريس ببيروت، وفي عام 2018، قام الباحث السوري الكبير سعد فنصة بنشر سيرة صبحي العمري، مع بعض الأوراق المجهولة، بكتاب حمل عنوان «صبحي العمري: الأوراق المجهولة.»